# 8582 Kazuhisa
8582 Kazuhisa este un asteroid din centura principală, descoperit pe 2 ianuarie 1997, de Takao Kobayashi.